# Прихно, Павел Иванович
Прихно Павел Иванович (1908—1959) — Герой Социалистического Труда

## Биография
Родился в 1908 г. в с. Змагайловка (ныне часть села Червоная Слобода Черкасского района Черкасской области). Окончил 5 классов. Трудовую деятельность начал в 1934 г. в колхозе им. Петровского с. Змагайловка Черкасского района.
В 1928—1934 гг. служил в рядах Красной армии. В колхозе имени Ленина работал на должностях рядового колхозника, бригадиром полеводческой бригады, а в последние годы жизни заведующим молочнотоварной фермы колхоза. П. И. Прихно был передовиком социалистического соревнования.
Был участником Великой Отечественной войны. Награждён боевыми медалями «За освобождение Праги», «За взятие Берлина».
В 1948 г. получил большой урожай стебля южной конопли в количестве 63,6 ц с гектара 8,2 ц с гектара на площади 6 га.
Указом Президиума Верховного Совета СССР от 11 апреля 1949 г. П. И. Прихно присвоено звание Героя Социалистического Труда. Отличник социалистического сельского хозяйства СССР. Был участником Всесоюзной сельскохозяйственной выставки. Награждён Малой серебряной медалью ВДНХ.
Умер в 1959 году в селе Червоная Слобода Черкасского района Черкасской области.